# پنتینات
پنتینات (انگلیسی: Penthienate) یک داروی آنتی‌کولینرژیک است و کارکردی مانند آتروپین دارد. این دارو از تحرک و ترشح معده می‌کاهد و برای درمان زخم گوارشی معده و سوءهاضمه به کار می‌رود.